# Dernier train pour Washington
Dernier train pour Washington est le douzième album de la série de bande dessinée La Jeunesse de Blueberry de François Corteggiani (scénario), Michel Blanc-Dumont (dessin) et Claudine Blanc-Dumont (couleurs). Publié pour la première fois en 2001, c'est la troisième du cycle des complots divers (quatre tomes).

## Résumé
À Washington, D.C., un employé des chemins de fer, après avoir échappé à des soldats, livre des informations à un homme qui l'abat par la suite. Dans une prison à Atlanta, Blueberry simule un combat avec le sergent Grayson. Lorsqu'un soldat sudiste tente de les séparer, Homer s'empare de son fusil et fait ouvrir leur cellule. Leur évasion découverte, les trois s'enfuient sous les coups de feu.
Ils se dirigent ensuite vers un cimetière, où ils découvrent que le cercueil de Eleonore Mitchell contient le corps d'une autre femme. Un soldat sudiste, ayant entendu leur conversation plus tôt, a dirigé ses collègues vers le cimetière. Après plusieurs combats, les trois hommes s'échappent à bord d'un corbillard, disparaissent dans Atlanta et sortent de la ville, même si elle est assiégée par l'armée du général Sherman. Blueberry renonce à prendre contact avec Sherman et préfère atteindre Washington au plus tôt pour prévenir l'assassinat de Abraham Lincoln.
À Washington, Mitchell contacte John Wilkes Booth pour l'aider à mener à bien un complot. Lorsque Allan Pinkerton apprend de Blueberry qu'un complot vise Lincoln, il refuse de le croire. Devant son refus catégorique de le croire, Blueberry quitte en claquant la porte. Par la suite, Pinkerton discute avec son lieutenant, Baumhoffer, et exprime sa satisfaction : « Il agit exactement comme je le prévoyais ». Plus tard, Homer informe Blueberry et Grayson qu'un homme, Ebenezer, est prêt à leur donner des informations à propos de la société secrète « Poignard de sang ». Lorsque Ebenezer fait rapport à Pinkerton de cette rencontre, ce dernier est satisfait.
Aiguillés par Ebenezer, Blueberry, le sergent Grayson et Homer rôdent autour d'une église où se rendent des hommes masqués. Blueberry, désireux de connaître leurs propos, s'introduit dans l'église par une fenêtre. Il est éventuellement découvert et s'enfuit sous les balles que tirent les hommes masqués. Il découvre une calèche et espère y trouver une arme, mais Eleonore Mitchell s'y tient et il est capturé par son homme de main. De leur côté, le sergent Grayson et Homer s'enfuient à cheval. Baumhoffer a pu observer les poursuites, mais n'a pu intervenir.
À bord d'un train, Mitchell et Booth discutent des derniers développements, dont la présence de Blueberry à l'église. À Washington, Ebenezer a mené Grayson et Homer à une sellerie : ils y découvrent le corps d'un agent de Pinkerton. Lorsque Ebenezer cite le nom de l'homme à voix haute, les deux autres le mettent en joue, car il « [semble] bien connaître un macchabée qui dort dans une caisse ». À ce moment, Baumhoffer intervient et les mène à Pinkerton : « vous osez appeler ça des explications ! » Pinkerton les incite à réfléchir et les oblige sous la menace à se « tenir à disposition au Royal Peacock où vous demeurez ».
À bord du train, Mitchell ordonne la mort de Blueberry : il sera précipité dans un cours d'eau qui coule sous un pont ferroviaire. Quelques minutes plus tard, le train s'arrête sur le pont, car des soldats sudistes, probablement menés par Jubal Early, y ont empilé des billes de bois. Jugeant que la pile est insuffisante pour faire dérailler le train, le conducteur le fait avancer à grande vitesse. Alors que l'homme de main de Mitchell s'apprête à tuer Blueberry, les passagers du train sont secoués par le choc du train contre les billes de bois, ce qui permet à Blueberry de s'échapper d'un wagon. Même si Mitchell le poursuit avec une arme au poing, il profite des tirs des soldats sudistes qui attaquent le train et saute dans le cours d'eau sous le pont. À Washington, Baumhoffer, Homer et le sergent Grayson embarquent dans un aérostat qui les mènera à Upper Derby, ville ferroviaire possédant plusieurs aiguillages, ville où se dirige Abraham Lincoln. 
Surnageant à peine après sa chute, Blueberry est capturé par le contingent sudiste. À Upper Darby, Homer est stupéfait de découvrir une gare de triage où circule plusieurs trains.

## Personnages principaux
- Blueberry : lieutenant de cavalerie nordiste qui tente de déjouer une tentative d'assassinat contre Abraham Lincoln[10].
- sergent Grayson : militaire nordiste qui aide Blueberry[11].
- Eleonore Mitchell : organisatrice d'un complot pour tuer Abraham Lincoln[12].
- Homer : militaire nordiste qui aide Blueberry[13].
- Allan Pinkerton : chef des services secrets de l'Union[10].
- Ebenezer : informateur secrètement à la solde de Pinkerton[14].
- Baumhoffer : lieutenant de Pinkerton[15].